# Walter A. Gordon
Pour les articles homonymes, voir Walter Gordon (homonymie).
Walter A. Gordon (1894–1976) est le premier noir américain à recevoir un doctorat en droit, qu'il reçut de l'Université de Californie, Berkeley (Boalt Hall). Il eut une extrêmement longue et diverse carrière, travaillant en qualité de politicien, avocat, officier de police, coach sportif, membre de l'Autorité des Adultes de l'État de Californie, Gouverneur des Iles Vierges et juge fédéral. 
Il est né à Atlanta en Géorgie mais sa famille déménagea à Riverside en Californie en 1904. Il fut d'abord diplômé du Lycée Polytechnique de Riverside avant d'être admis à l'Université de Californie, Berkeley où il fut footballeur au sein de l'équipe des California Golden Bears, boxeur et lutteur. Il reçut son diplôme en 1918 et entra à Boalt Hall où il reçut son doctorat en droit.
En 1019, il commença deux carrières qui allaient le définir pour le reste de sa vie. Il fut engagé à mi-temps comme coach assistant des Golden Bears et rejoignit les forces de police de Berkeley. En 1922, il commença sa troisième carrière et ouvrit son cabinet d'avocats à Oakland en Californie. Il continua ces trois carrières jusqu'en 1930, quand il prit sa retraite de la police. Il demeura toutefois président de branche du Berkeley NAACP dans les années 1930. En 1943, il arrêta d'entrainer les Golden Bears et rejoignit l'Autorité des Adultes de l'État de Californie dont il devint le président. En 1944, il cessa également de pratiquer le droit.
En 1955, il fut désigné Gouverneur des Îles Vierges et la même année, il fut élu l'ancien de l'année par UC Berkeley. En 1958, il démissionna de son poste de gouverneur et prit position en qualité de juge fédéral à la cour de district des Îles Vierges.